# Brachyelatus masneri
Brachyelatus masneri is een vliesvleugelig insect uit de familie Perilampidae. De wetenschappelijke naam is voor het eerst geldig gepubliceerd in 1988 door Boucek.